# بست قلات
 بست قلات  قرية كبيرة تـتبع لـالبلدة المركزية (بالفارسية: بخش مركزى ) من توابع مدينة بستك إحدى قرى « إقليم گودة»، وتقع في محافظة هرمزگان في جنوب إيران.

## حدود قرية تدرویه
حدود تدرویه: من الشمال: (طريق بستك إلى كوده)، ومن الجنوب جاه قیل، ومن الغرب « جبل »، ومن الشرق تنتهي بـقرية. جاه بنارد وقرية زنكارد.

## السكان
يبلغ عدد سكان هذه القرية حسب تعداد السكان لعام 2006 للميلاد، (1024) نسمه تشكل (170 عائلة)، من أهل السنة والجماعة وعلى المذهب الشافعي. يتكلون الفارسية باللهجة المحلية. لهم مسجد وبعض البرك لحفظ مياه الأمطار إذا سالت الأودية. لهم مسجد، مدرسة وعيادة صحية صغيرة، وعدد من البرك لحفظ مياه الأمطار. وشكبة المياه والكهرباء، وحوالي 5000 نخلة مثمرة.

## مهنة السكان
يمتهنون السكان بمهنة الزراعة وتربية المواشي والأغنام، والجمال. بالإضافة إلى تربية المواشي والجمال كذلك يستفيدون من أشجار الجبال المحيطة بهم لجلب الحطب وكذلك الأعشاب الطبية الموجودة على سفح الجبل وبيعها في القرى المجاورة لهم.

## وصلات خارجية
- التقسيمات الإدارية لمحافظة هرمزگان